# Pierre-Alexandre Rousseau
Pierre-Alexandre Rousseau (Drummondville, 6 de octubre de 1979) es un deportista canadiense que compitió en esquí acrobático, especialista en la prueba de baches.
Ganó dos medallas en el Campeonato Mundial de Esquí Acrobático, oro en 2007 y plata en 2001.
Participó en los Juegos Olímpicos de Vancouver 2010, ocupando el quinto lugar en su especialidad.

## Medallero internacional
| Campeonato Mundial | Campeonato Mundial            | Campeonato Mundial | Campeonato Mundial |
| Año                | Lugar                         | Medalla            | Prueba             |
| ------------------ | ----------------------------- | ------------------ | ------------------ |
| 2001               | Whistler (Canadá)             | Medalla de plata   | Baches             |
| 2007               | Madonna di Campiglio (Italia) | Medalla de oro     | Baches             |